# Huancas (Amazonas)
Huancas es una localidad de Perú. Es capital del distrito de Huancas en la provincia de Chachapoyas, departamento de Amazonas. Se encuentra a una altitud de 2506 m s. n. m. Tiene una población de 130 habitantes en 1993.

## Historia
Durante el gobierno Inca se incrementaron enormemente las deportaciones de grupos chachapoyas hacia otras regiones del imperio (hasta 26 contingentes), siendo reemplazados con colonos incaizados. Un grupo de colonos huancas, fueron trasladados en calidad de mitimaes, se asentaron en el poblado de Huancas. Estos desarrollaron una enemistad con los locales luyas, la cual a veces escalaba en choques armados.

## Clima
| Parámetros climáticos promedio de Huancas | Parámetros climáticos promedio de Huancas | Parámetros climáticos promedio de Huancas | Parámetros climáticos promedio de Huancas | Parámetros climáticos promedio de Huancas | Parámetros climáticos promedio de Huancas | Parámetros climáticos promedio de Huancas | Parámetros climáticos promedio de Huancas | Parámetros climáticos promedio de Huancas | Parámetros climáticos promedio de Huancas | Parámetros climáticos promedio de Huancas | Parámetros climáticos promedio de Huancas | Parámetros climáticos promedio de Huancas | Parámetros climáticos promedio de Huancas |
| Mes                                       | Ene.                                      | Feb.                                      | Mar.                                      | Abr.                                      | May.                                      | Jun.                                      | Jul.                                      | Ago.                                      | Sep.                                      | Oct.                                      | Nov.                                      | Dic.                                      | Anual                                     |
| ----------------------------------------- | ----------------------------------------- | ----------------------------------------- | ----------------------------------------- | ----------------------------------------- | ----------------------------------------- | ----------------------------------------- | ----------------------------------------- | ----------------------------------------- | ----------------------------------------- | ----------------------------------------- | ----------------------------------------- | ----------------------------------------- | ----------------------------------------- |
| Fuente: Accuweather                       |                                           |                                           |                                           |                                           |                                           |                                           |                                           |                                           |                                           |                                           |                                           |                                           |                                           |

## Lugares de interés
- Cañón del Sonche[5]
- Mirador Huanca Urco[6]
- Sitio arqueológico La Pitaya[7]